# Stenopyga
Stenopyga – rodzaj modliszek z rodziny modliszkowatych i podrodziny Angelinae.
Takson ten opisany został w 1892 roku przez Ferdinanda Karscha, który jego gatunkiem typowym ustanowił gatunek Stenopyga extera.
Modliszki te mają ciemię równe, niełukowate. Ich odnóża przednie mają zewnętrzne płatki wierzchołkowe bioder nieprzylegające i rozbieżne, a drugi kolec dyskowaty ud dłuższy niż pierwszy. Płytka nadanalna jest u nich trapezowata bądź zaokrąglona, zaś przysadki odwłokowe nierozszerzone, zaokrąglone, niewystające za wierzchołek odwłoka.
Do rodzaju tego należy 9 gatunków zgrupowanych w 3 podrodzaje:
- Stenopyga (Agriomantis) Giglio-Tos, 1916
  - Stenopyga casta Gerstaecker, 1883
- Stenopyga (Stenopyga) Karsch, 1892
  - Stenopyga belinga Roy, 1973
  - Stenopyga extera Karsch, 1892
  - Stenopyga ipassa Roy, 1973
  - Stenopyga tenera Werner, 1908
  - Stenopyga ziela Roy, 1963
- Stenopyga (Stenopygella) Giglio-Tos, 1916
  - Stenopyga orientalis  Giglio-Tos, 1916
  - Stenopyga reticulata Werner, 1916
  - Stenopyga usambarica Beier, 1935